# 박상표
박상표(1969년 1월 23일 ~ 2014년 1월 19일)는 대한민국 수의사이며 칼럼니스트이다. 국민건강을위한수의사연대 정책국장을 맡고 있으며, 2008년 미국산 쇠고기 수입 협상을 둘러싼 논쟁이 뜨거웠던 당시 수의학 전문가로서 미국산 쇠고기의 안전성을 우려하면서 국제통상전문 변호사인 송기호와 더불어 협상 체결 반대 견해를 적극적으로 밝혔던 인물이다.
과학사와 한국의 전통 문화에도 큰 관심을 보여, 참여연대 내에서 답사 모임인 '우리땅'을 이끌기도 했으며, 여러 매체에 관련 주제로 칼럼을 기고하기도 하였다.
2014년 1월 19일 서울 중구의 한 호텔에서 자살하였다. 경찰에 따르면 박씨의 호텔 객실에는 "가족에게 미안하다"는 문구가 적힌 고인의 수첩과 동물용 마취제, 주사기 등이 함께 발견됐다. 향년 46세

## 저서
《조선의 과학기술》 현암사, ISBN:9788932314662
《가축이 행복해야 인간이 건강하다》, 개마고원, 2012

## 같이 보기
- 광우병
- 국제수역사무국
- 수의학